# Kinnitty
Kinnitty (iriska: Ceann Eitigh) är ett samhälle i Offaly i Republiken Irland. Kinnitty är beläget mellan Birr, Kilcormac och Roscrea.